# Garoafa
Garoafa es una comuna ubicada en el distrito de Vrancea, Rumania.

## Superficie
Posee una superficie de 71,44 kilómetros cuadrados.

## Demografía
Hasta 2021 la población era de 4432 habitantes, con una densidad de población de 62,04 habitantes por kilómetro cuadrado.